# Dassault Falcon 20
De Dassault Mystère 20 was een privéjetmodel van de Franse vliegtuigbouwer Dassault Falcon Jet. Het vliegtuig werd in Frankrijk verkocht onder de naam Dassault Mystère 20 en internationaal verkocht onder de naam Dassault Falcon 20.
De Falcon 20 was het eerste toestel uit een reeks businessjets van Dassault. Het was ook een van de eerste businessjets, met ontwikkeling die teruggaat tot de jaren 1950.
De United States Coast Guard heeft een model in dienst onder de naam HU-25 Guardian, dat gebruikt wordt voor het spotten van schepen in nood, en het begeleiden van langzamer vliegende toestellen. Ook wordt het toestel gebruikt tegen drugstransporten.

## Geschiedenis
Het toestel ontstond uit een samenwerking van Dassault Aviation met Sud Aviation eind jaren 1950. In december 1961 keurde Marcel Dassault de ontwikkeling van een privéjet voor acht tot tien passagiers goed. De bouw van het prototype begon in januari 1962. Dit prototype maakte een eerste vlucht op 4 mei 1963.
Het prototype vloog met twee Pratt & Whitney JT12-turbojets. Op de productieversie werden die op vraag van Pan American World Airways vervangen door General Electric CF-700's en werd het vliegtuig ook iets groter. Pan American bestelde hierop 40 toestellen met een optie op 120. Op 10 juli 1964 vloog het vliegtuig voor het eerst met de GE-motoren.
Op 1 januari 1965 vloog vervolgens het eerste serieproductietoestel. In juni dat jaar werd het toestel gecertifieerd door de Franse en de Amerikaanse autoriteiten. Vanaf 1966 werden de voor de VS bestemde toestellen Fan Jet Falcon genoemd. Later werd dit de Falcon 20. Daarna kwamen ook bestellingen van de
Australische luchtmacht en de Canadese luchtmacht, die laatste vanaf 1970. De toestellen bestemd voor Pan Am werden geleverd op de luchthaven van Burbank en door Pan Am zelf uitgerust. De andere werden door Dassault in Frankrijk uitgerust. In 1967 verhoogde Pan Am haar bestelling tot 160 stuks.
Latere ontwikkelingen zijn onder andere de Falcon 50, een verbeterde driemotorige versie. In 1979 gepresenteerde Dassault een verbeterde versie van de Falcon 20 de Dassault Falcon 200. Deze had meer geavanceerde motoren en andere belangrijke verbeteringen om het bereik, comfort en capaciteit te vergroten. Het vliegtuig bleek zo populair dat het in productie bleef tot 1988. Daarna is hij opgevolgd door meer geavanceerde ontwikkelingen van de Falcon-familie. De laatste Falcon 20 werd gebouwd in 1983.

## Varianten
- Mystère/Falcon 20: prototype.
- Mystère/Falcon 20C: eerste productieversie.
- Mystère/Falcon 20D: versie met hoger vermogen, lager verbruik en grotere brandstofcapaciteit.
- Mystère/Falcon 20E: versie met hoger vermogen en groter laadvermogen.
- Mystère/Falcon 20F: versie met voorvleugels en grotere brandstofcapaciteit.
- Falcon 20G: versie met Garrett AiResearch ATF306-turbofans.
- HU-25A Guardian: aanduiding van de 20G's van de United States Coast Guard.
- CC-117: aanduiding van 20C's van de Canadese luchtmacht.